# Sobieski (Minnesota)
Pour les articles homonymes, voir Sobieski.
Sobiesky est une commune du Comté de Morrison, dans l'état du Minnesota. Au recensement de 2010, sa population s'élevait à 195 habitants.
La ville a une superficie de 10,80 km2.

## Étymologie
Elle tient son nom du roi polonais Jean III Sobieski, la famille Sobieski ayant une grande importance dans l'histoire de la Pologne. Cet hommage est dû à la majorité des habitants polono-américains de la ville.

## Hydrographie
La ville est traversée par la rivière Swan.